# Funcionamiento de los ecosistemas
Funcionamiento de los ecosistemas se refiere a que los ecosistemas necesitan mantener proporciones adecuadas entre especies, recursos y demás para que funcionen y se mantengan en forma correcta. Algunos piensan que en condiciones naturales todos los habitantes de un determinado ecosistema están perfectamente adaptados a él.

## Ecosistemas y ecología

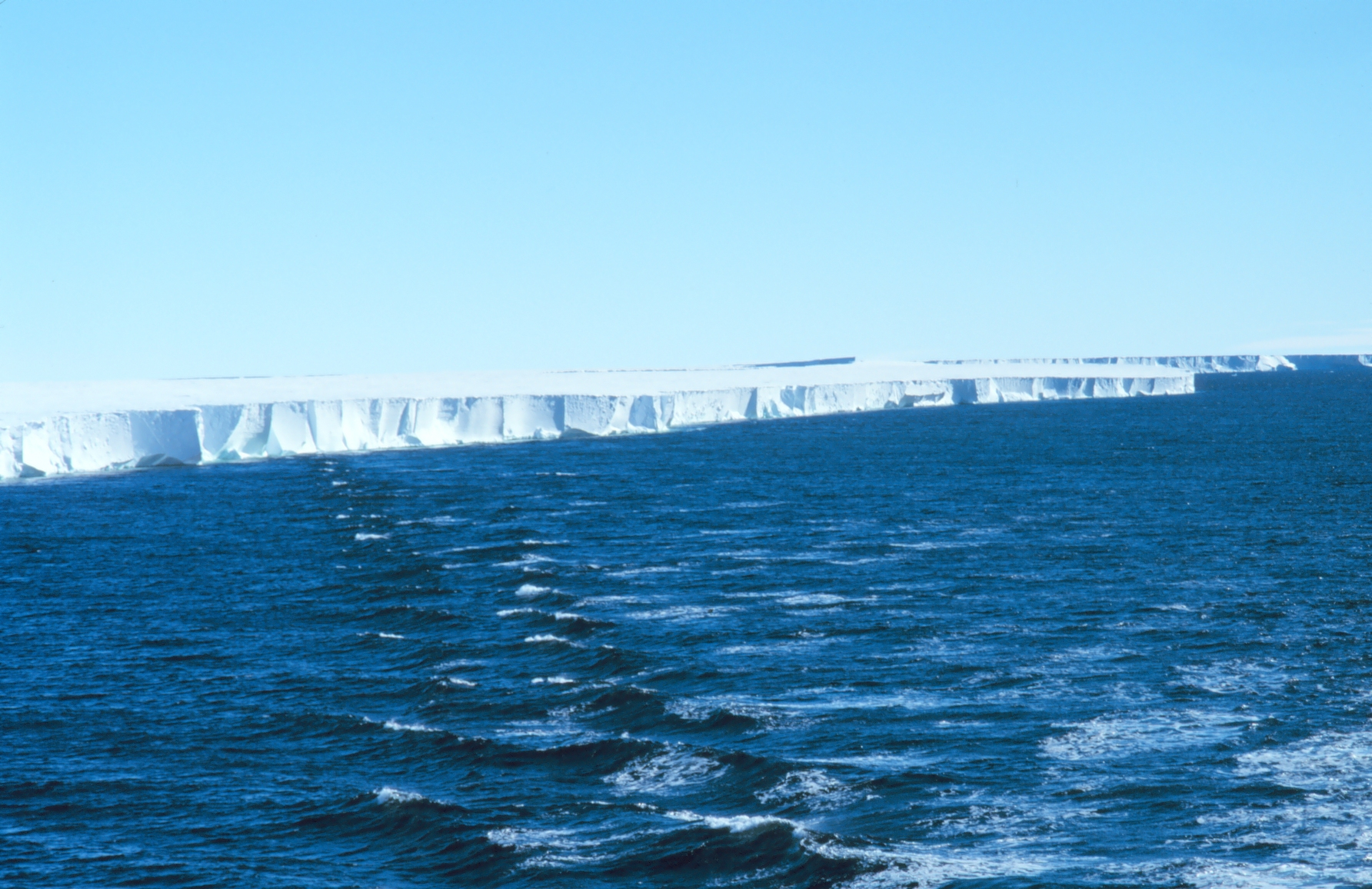
Un ecosistema puede ser tan grande como el mar.

Tener el concepto de ecosistema, y de ecología es importante para comprender cómo funciona la naturaleza. Un ecosistema es, según el diccionario Larousse, «una unidad fundamental de estudio de la ecología», constituida por los seres vivos que en él habitan (factores bióticos), y el medio de esta comunidad de seres vivos, es decir su entorno físico (factores abióticos). Un ecosistema es entonces el lugar en donde vive una comunidad de seres vivos, a los cuales se les denomina factores bióticos, y el medio en donde viven, también llamado factor abiótico. La noción de ecosistema surgió en el siglo XIX, pero no fue sino hasta la década de 1930 que este término y su significado fueron estudiados en forma correcta.

La ciencia que estudia el funcionamiento de los ecosistemas, y en general de la naturaleza, se llama ecología. Es una palabra que surge del griego: eco (οἷκος, que significa casa), y logos (λόγοςque significa estudio o tratado). El primero en utilizar el término fue Ernst Haeckel (Potsdam en el siglo XIX; Más exactamente, en el año 1869.

## matemáticas
Los factores bióticos son los elementos vivos del ecosistema. El término proviene del griego bios(βίος), que significa «vida». No importa de que reino sea, si es un organismo unicelular o pluricelular, todos los seres vivos interactúan entre sí, en un orden en relación con su alimento:

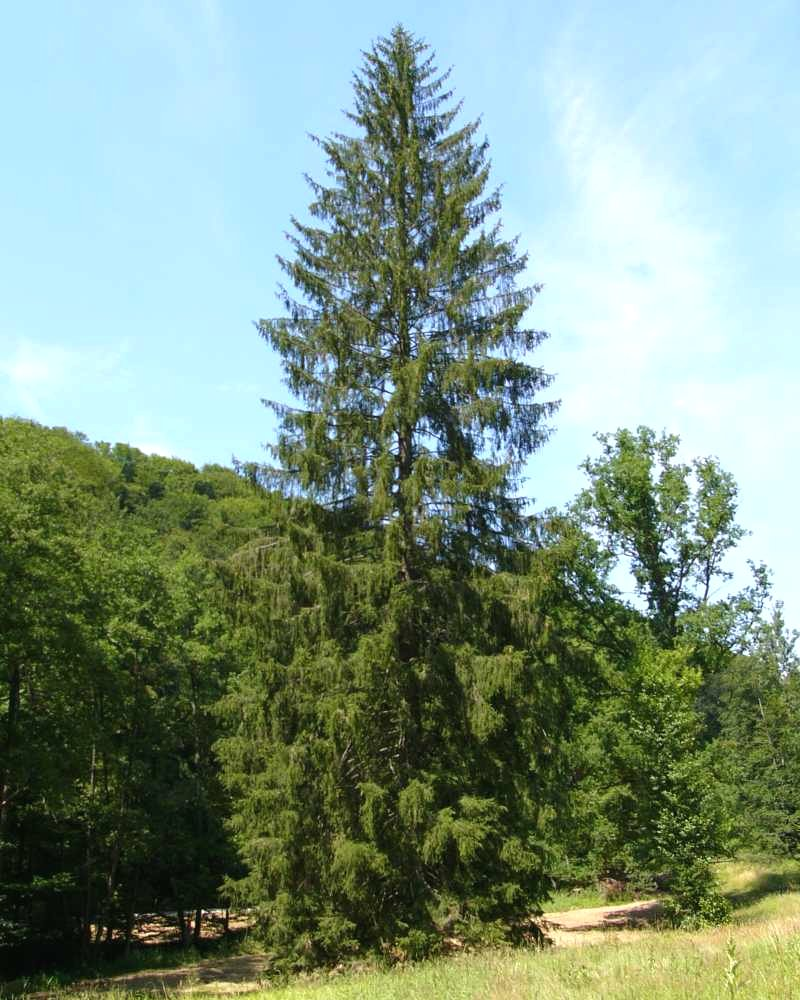
Los árboles son un ejemplo de seres productores. En la imagen, una especie del Picea abies.

- Productores. Los productores son los organismos que producen su propio alimento. Y para ello utilizan la luz solar. Constituyen el primer punto de entrada de energía al ecosistema.[8] Los productores están constituidos en general por todas las plantas, las algas, algunas bacterias y algunos protozoos, que poseen pigmentos capaces de captar la luz solar y convertirla en energía que utilizan para sus procesos biológicos. Se les denomina seres autótrofos, ya que producen su propio alimento.

- Consumidores. Los consumidores se alimentan de otros seres vivos. Generalmente hay dos tipos de consumidores: Herbivoría, cuando un ser vivo se alimenta de una planta, o cuando un depredador se come al herbívoro (Carnivoría). Entre los consumidores, existen varias subclasificaciones. Se les llama heterótrofos, porque no pueden hacer su propio alimento.

- Descomponedorestambién llamado Saprótrofros. Son los que se alimentan de los desperdicios de otros seres vivos (Coprofagia procede del griego copros (κόπρος), que significa heces y phagein (φαγείν), que significa comer), o de sus cadáveres (carroñeros).

Los factores bióticos se organizan según distintos criterios:

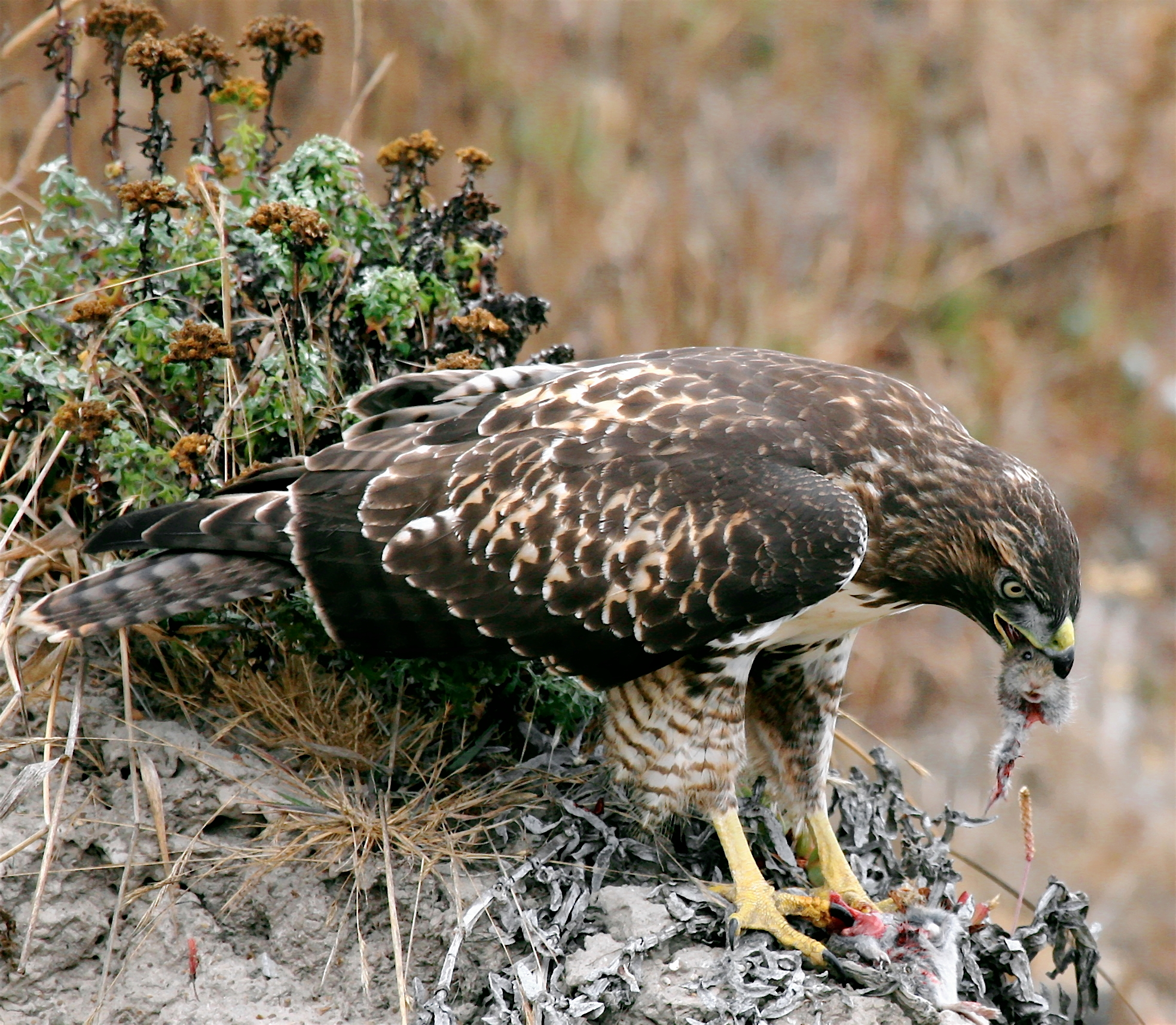
Un águila devorando su presa. Es un ejemplo de un consumidor.

### Individuo

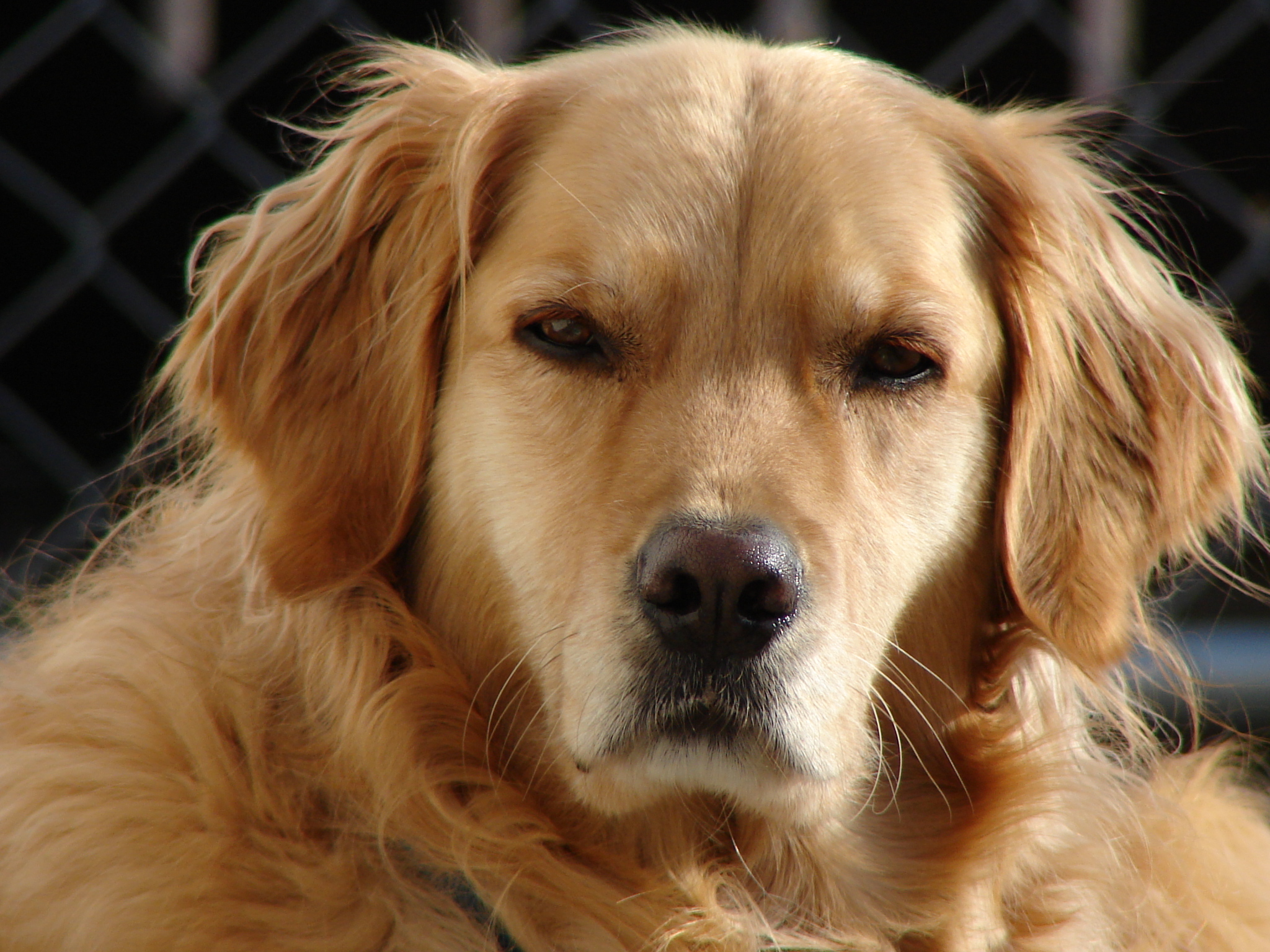
Este perro es un individuo, perteneciente a una sola especie.

Es un ser vivo, solo, una unidad independiente. Un individuo solo puede pertenecer a una especie. Por ejemplo, los zorros rojos (Vulpes vulpes), solo pertenecen a esa especie única. El espacio que ocupa para vivir un individuo, o una población, se denomina nicho ecológico. Cuando en una misma área habitan varios individuos de una misma especie, forman una población.

### Población
Una población es la agrupación de individuos de una misma especie, que habitan en un área determinada y se ayudan mutuamente. Hay varias características que pueden describir una población:
- Estructura. La estructura contempla el tamaño y la densidad de la población. El tamaño se refiere al número de individuos en la población, y la densidad, es el número de habitantes en un área, por ejemplo, 30 chiguiros (capibaras) en 1 kilómetro cuadrado(2). Eso se escribe: 30/km². Estos factores a su vez dependen de otros factores como la natalidad, la mortalidad, y la dispersión.
- Dinámica. Se relaciona más con la natalidad, la mortalidad, y la dispersión. La natalidad es el número de individuos que nacen; la mortalidad se refiere al número de individuos que mueren. Ambos factores son regidos por una unidad de tiempo. Ambas tasas tienen diferentes causas. Por ejemplo, la mortalidad puede aumentar si hay alguna enfermedad, o si los individuos son de edad avanzada.
- Dispersión. Es el movimiento de individuos en diferentes poblaciones. Se denomina emigración a la salida de individuos de una población, e inmigración, al ingreso. Los individuos se mueven por diferentes causas: alimento, agua o pareja.
- Distribución espacial. Es la forma como los individuos ocupan su espacio. Existen tres formas de distribución espacial:

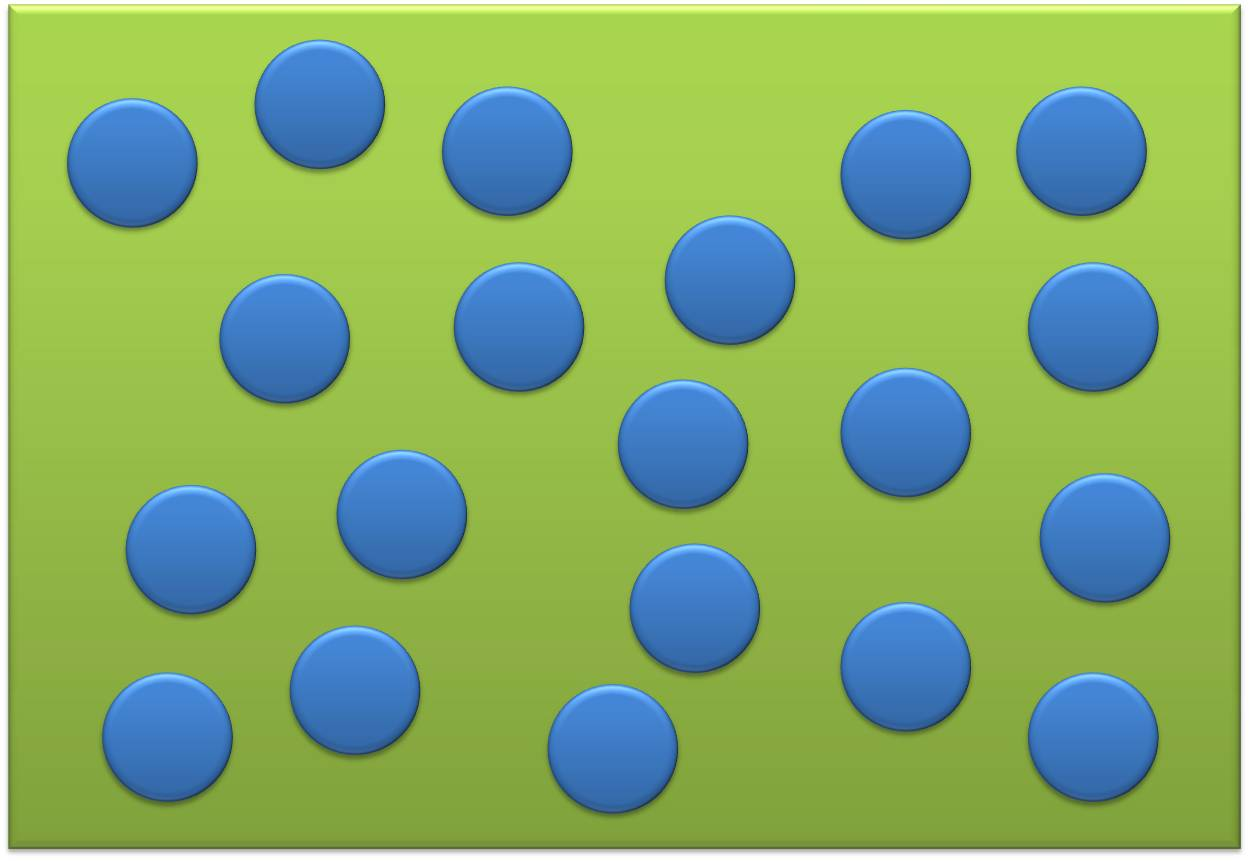
En la distribución aleatoria, el individuo ocupa cualquier punto. Por ejemplo, en los bosques tropicales, los árboles se distribuyen en cualquier lugar.
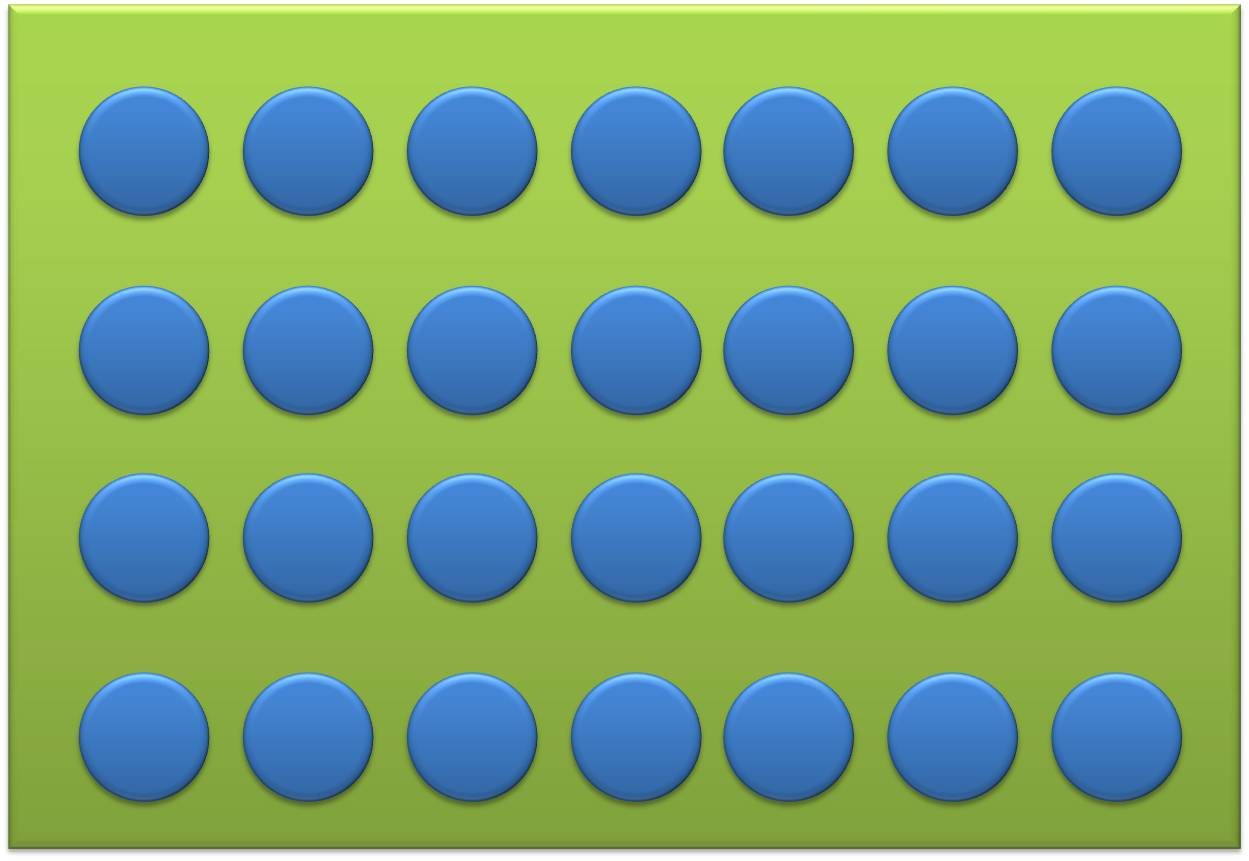
En la distribución homogénea, los individuos están casi a igual distancia los unos que los otros, como las plantas en los desiertos.
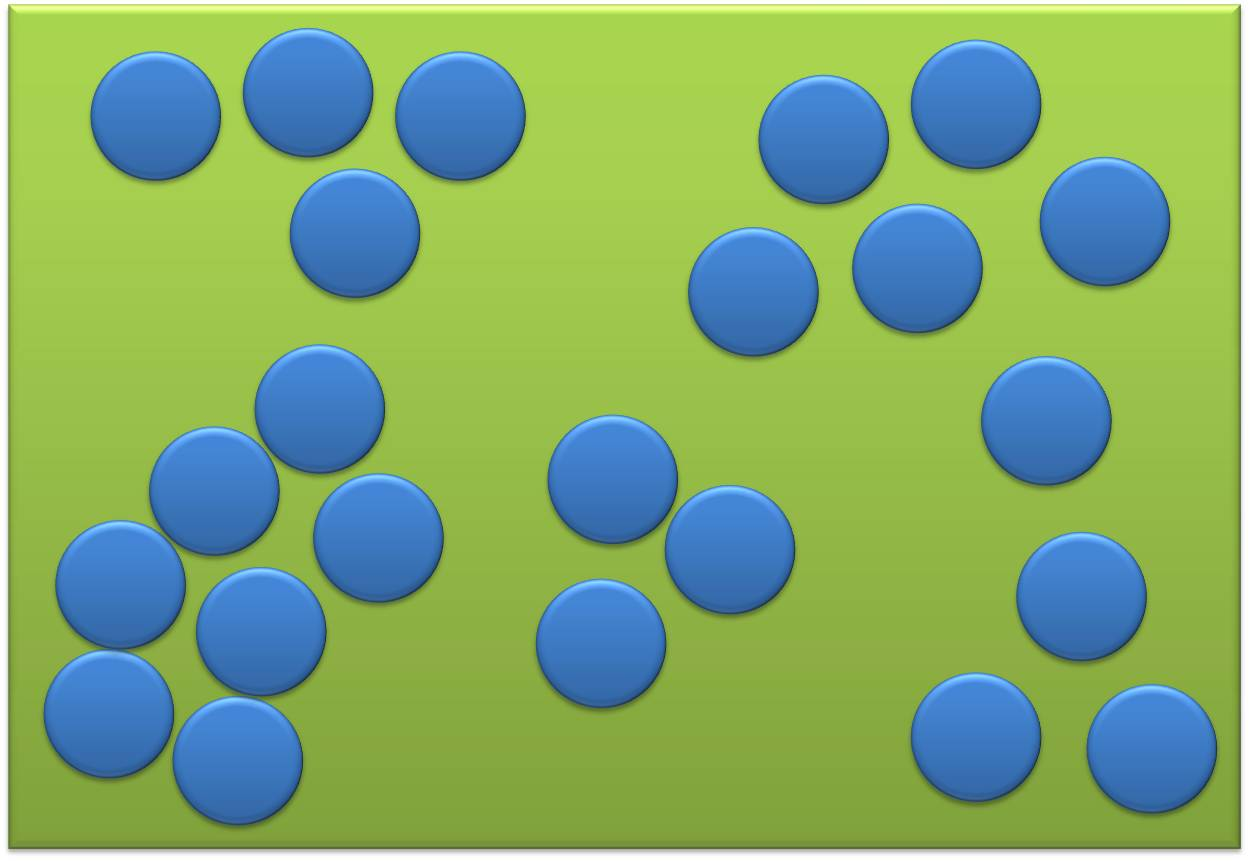
En la distribución agrupada, los individuos se agrupan unos con otros, como los hongos, que se apiñan en el tronco de un árbol.

### Comunidad

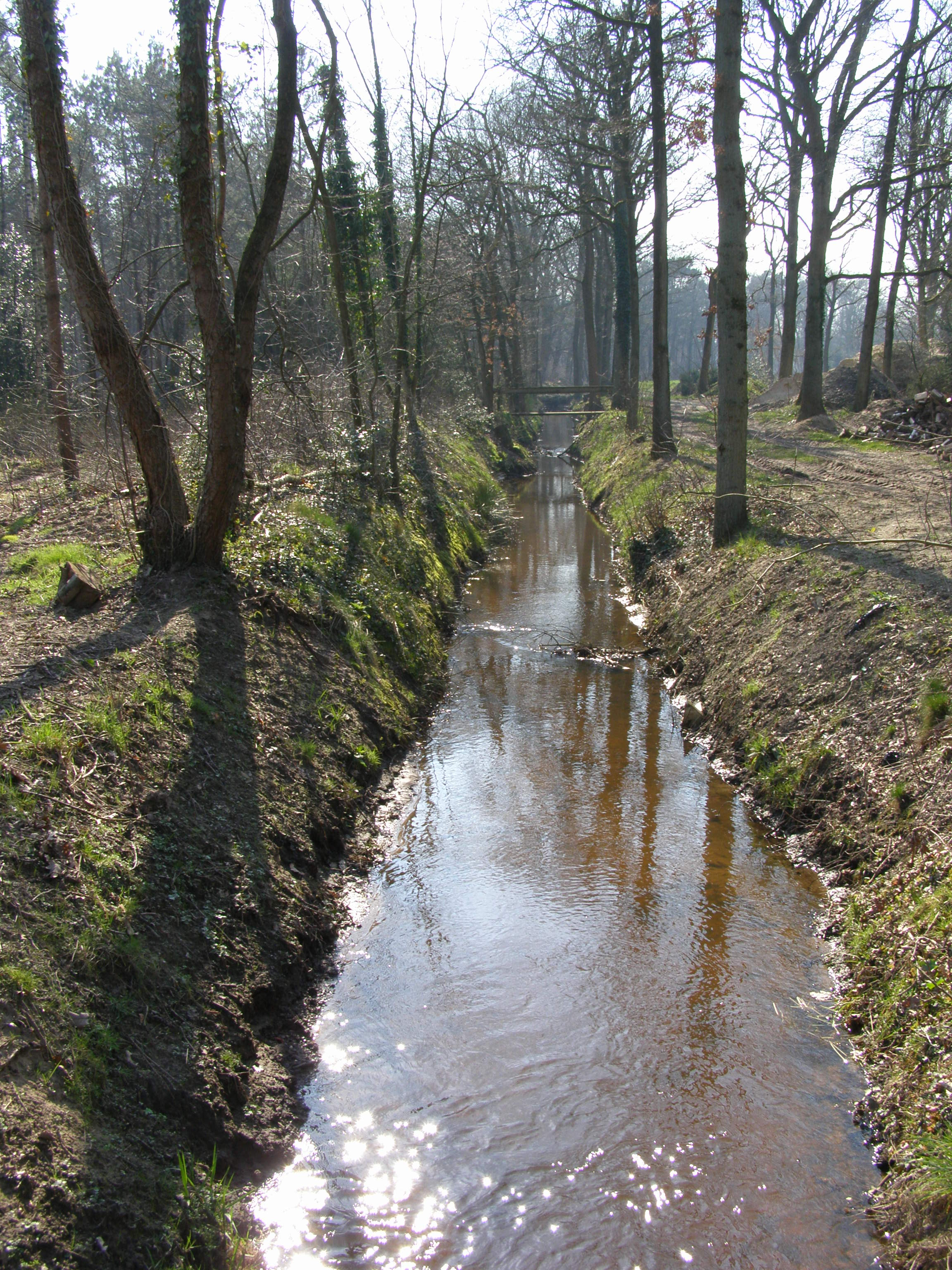
Una comunidad puede vivir en un río, e incluye hasta los organismos más pequeños.

Es el conjunto de poblaciones en el ambiente, que interactúan entre sí y con su medio. Es también llamada comunidad biótica. Entre estos hay depredación, parasitismo, y otros tipos de relaciones, que pueden resultar beneficiosas para ambos individuos, o buena para uno, y malo para el otro. Por ejemplo, una comunidad puede estar compuesta por plantas (autótrofos), venados(consumidores primarios), pumas (consumidores secundarios), buitres (descomponedores), y otras clases de seres vivos, que interactúan entre sí para conseguir energía, protección o pareja, entre otras cosas. En una comunidad todos los individuos tienen una labor importante. Ejemplo de esto son las acciones antrópicas afectan mucho a una comunidad. La tala de bosques indiscriminada, puede cambiar totalmente un paisaje, convirtiéndolo en una llanura infértil, propensa a deslizamientos. Otra consecuencia directa de la tala indiscriminada es que las especies endémicas, que pueden tener enfermedades zoonóticas, infecten a individuos de otra comunidad, tal y como ocurrió en 1994, con la primera infección de hendra, una enfermedad totalmente desconocida para la época. Hume Field, quien investigó el brote, dijo que la tala y eliminación de los eucaliptos había causado que los huéspedes reservorios entrasen en los suburbios rompiendo el orden natural de la comunidad e infectando a otros individuos. 

«Tal vez los murciélagos, higos, caballos, y humanos nunca habían estado tan juntos. [...] Parte de la respuesta es que los humanos han destruido los bosques de eucaliptos, y alterado los hábitos de alimentación y anidamiento de algunos zorros voladores, lo cual los ha obligado a volar hacia los suburbios con lugares sombreados, plantíos, jardines botánicos, y parques. Esto finalmente, los acercó más a las personas.»

## Interacciones entre los factores bióticos
Los seres vivos interactúan entre sí. Estas interacciones son clasificadas de acuerdo a los beneficios o perjuicios que acarreen para las especies consideradas:
- Con beneficio mutuo. Los dos individuos involucrados salen beneficiados
- Con beneficio de una sola especie. Una especie se impone mientras la otra es afectada negativamente. Un ejemplo de beneficio de una especie en perjuicio de otra es la explotación, en la que una de las especies utiliza a la otra sin darles los beneficios que debería, aunque en general se toma como un comportamiento más que como una relación.
- Con beneficio de una sola especie. La otra especie no se ve afectada.

Leyenda:
- (+) X especie sale beneficiada
- (-) X especie sale afectada negativamente.
- (N) X especie sale neutra

### Interacciones intraespecíficas
Este tipo de interacción ocurre entre los individuos de una misma especie.

#### Gregarismo (+/+)
Según la RAE, un ser gregario es aquel que vive en rebaño o manada.' El término viene del latín gregarĭus. Cuando los individuos se asocian con un objetivo en común, se presenta el gregarismo. Es frecuente en seres muy sociables, tales como lobos, abejas, un banco de peces, etc.... Los peces se juntan para obtener protección ante los depredadores. La interacción tiene beneficio mutuo.

#### Competencia (+/-)

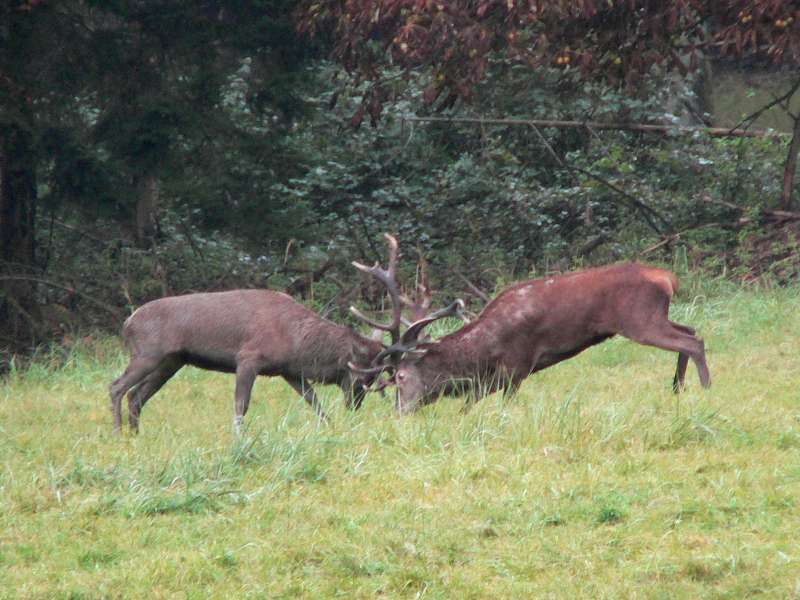
Un ejemplo de competencia por pareja.

En los ecosistemas, la competencia es la lucha que se da entre los individuos para conseguir los recursos que necesitan para sobrevivir. Como el recurso es limitado y es utilizado por las dos especies, deben competir entre ellas para conseguirlo. A la larga, siempre un individuo sale beneficiado, y otro perjudicado. Estos son los tipos de competencia:
- Competencia por interferencia: Ocurre directamente entre individuos por el acto de agresión, etc. cuando un individuo interfiere con el forrajeo, supervivencia, reproducción de otros o por prevención directa del establecimiento de una porción del hábitat. Los individuos pueden luchar cuerpo a cuerpo, presentándose incluso lesiones en uno o ambos individuos, siendo el más fuerte el vencedor.
- Competencia aparente: Ocurre indirectamente entre dos especies que, por ejemplo, son presas de un depredador común. En tal caso hay competencia por el espacio libre de depredadores.

La competencia generalmente se establece por las siguientes causas:
- Pareja: Los Individuos compiten por reproducirse, y perpetuar sus genes. Ejemplo de esto son los machos de las Aves del paraíso. Estos poseen vistosas plumas de extravagantes colores y realizan complicados bailes para atraer a las hembras. Sin embargo, depende de la hembra escoger al macho. Así, uno termina reproduciéndose, mientras el otro tiene que seguir buscando pareja.
- Alimento: Los individuos compiten por alimento, generalmente cuando éste escasea, o cuando tienen crías. Ejemplo de esto son las luchas que se dan entre las águilas calvas. Con frecuencia cuando una de estas aves captura un pez, las otras la persiguen para robárselo.

Esta interacción tiene beneficio de una sola especia, mientras que la otra queda afectada negativamente.

#### Territorialidad (+/-)

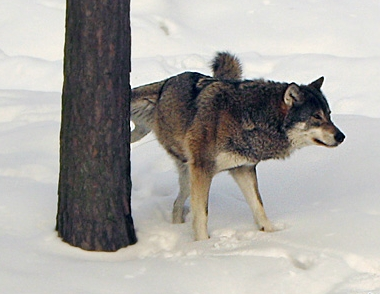
Un ejemplo de territorialidad. El lobo marca su territorio con orina, advirtiendo así que los recursos de esa área le pertenecen.

Es común que los individuos compitan por territorio, es decir, un lugar donde vivir, especialmente los machos. Un ejemplo son los osos pardos, quienes compiten por su territorio, marcando lugares con orina, frotándose contra los árboles para marcar sus cortezas, o también frotándose en las rocas, para dejar su olor. Si otro oso entra en su territorio, los dos luchan, por ese territorio. La territorialidad es competencia entre individuos por un territorio con una cierta abundancia de recursos.
Esta interacción tiene beneficios para una sola especie, mientras que la otra queda afectada negativamente.

### Interacciones interespecíficas
Estas relaciones se dan entre individuos de especies diferentes.

#### Competencia (+/-)
Aunque la competencia puede darse dentro de una misma especie, también puede aparecer entre especies diferentes. Suele ser por las mismas razones que la competencia intraespecífica, menos por pareja, ya que no es común que en estado salvaje un ser de una especie compita con otro de otra especie distinta, por su pareja. Algunos tipos de competencia interespecífica son:
- Competencia por interferencia: Ocurre directamente entre individuos por el acto de agresión, etc. cuando un individuo interfiere con el forrajeo, supervivencia, reproducción de otros o por prevención directa del establecimiento de una porción del hábitat.
- Competencia aparente: Ocurre indirectamente entre dos especies que, por ejemplo, son presas de un depredador común. En tal caso hay competencia por el espacio libre de depredadores.

#### Depredación (+/-)

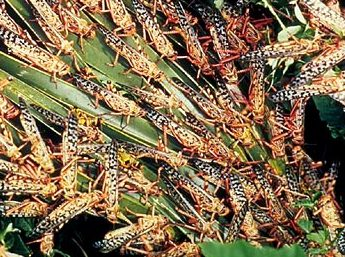
La ausencia de depredadores puede afectar seriamente una población, incluso un ecosistema, ya que podría producirse un sobrepoblamiento de una especie, haciendo que esta se convirtiese en una plaga.

Es una relación que se da entre el ser beneficiado (depredador) y el organismo afectado (presa). Surge cuando un animal carnívoro mata a su presa, y se alimenta de esta. Así la energía pasa de nivel trófico a nivel trófico. Al ser que come carne, se le denomina carnívoro (que viene del latín carne y vorare, que quiere decir devorador de carne), aunque es preferible el uso del término zoófago. En la depredación, por lo general el más débil es comido, mientras que el más fuerte sobrevive. Esta relación es sumamente importante, ya que ayuda a controlar el número de especies por lado y lado (depredador y presa). Si escasea el número de presas, entonces los depredadores se verían afectados, su población disminuiría por falta de alimento y si escasean los depredadores, la población de las presas crecería incontrolablemente, y dañaría seriamente la estructura del ecosistema pudiendo convertirse en una verdadera plaga. Los seres vivos tienen múltiples adaptaciones, bien sea para defenderse de los depredadores, o para engañar a la presa, y capturarla más fácilmente. Hay bastantes adaptaciones, pero una de las notorias es el mimetismo (de la raíz griega μιμητός, que significa imitable). El mimetismo es el arte del engaño, el arte de hacerse pasar por lo que no se es. Esto es muy importante tanto para depredadores como para presas, puesto que les permite engañar a su oponente, o salvarse de una muerte, o engañarlo, o conseguir comida más fácilmente.
- Adaptaciones en los depredadores. Los depredadores cuentan con un sinnúmero de adaptaciones: La ecolocalización, para hallar a sus presas en la noche, usada por los murciélagos. El mimetismo, usado por ciertas especies, como la mantis religiosa, para ocultarse y capturar a sus presas, sin que estas las vean. También poseen diferentes tipos de colmillos, o de picos, si es el caso, un cuerpo fuerte, y son inteligentes, para discernir lo que se puede comer, y lo que no.
- Adaptaciones en las presas Las presas también tienen adaptaciones, como el mimetismo (Ej.Los camaleones, pueden cambiar de color, para adaptarse al medio que los rodea). Pero las presas también tienen espinas, mal sabor, e incluso veneno, para defenderse de los predadores. En este caso entrenan a los depredadores jóvenes, les dan experiencia en saber qué se puede comer, y que no.

#### Herbivoría (+/-) o (+/+) o (+/N)
En la herbivoría un animal se alimenta de plantas en lugar de hacerlo de otros animales. Los herbívoros introducen al ecosistema la energía que produjeron las plantas. Esto no afecta significativamente a las plantas. De hecho, puede llegar a ser beneficioso para las mismas, pues puede ayudarlas a reproducirse, cuando el herbívoro excreta sus semillas, esparciéndolas y abonándolas en forma natural.

#### Parasitismo (+/-)

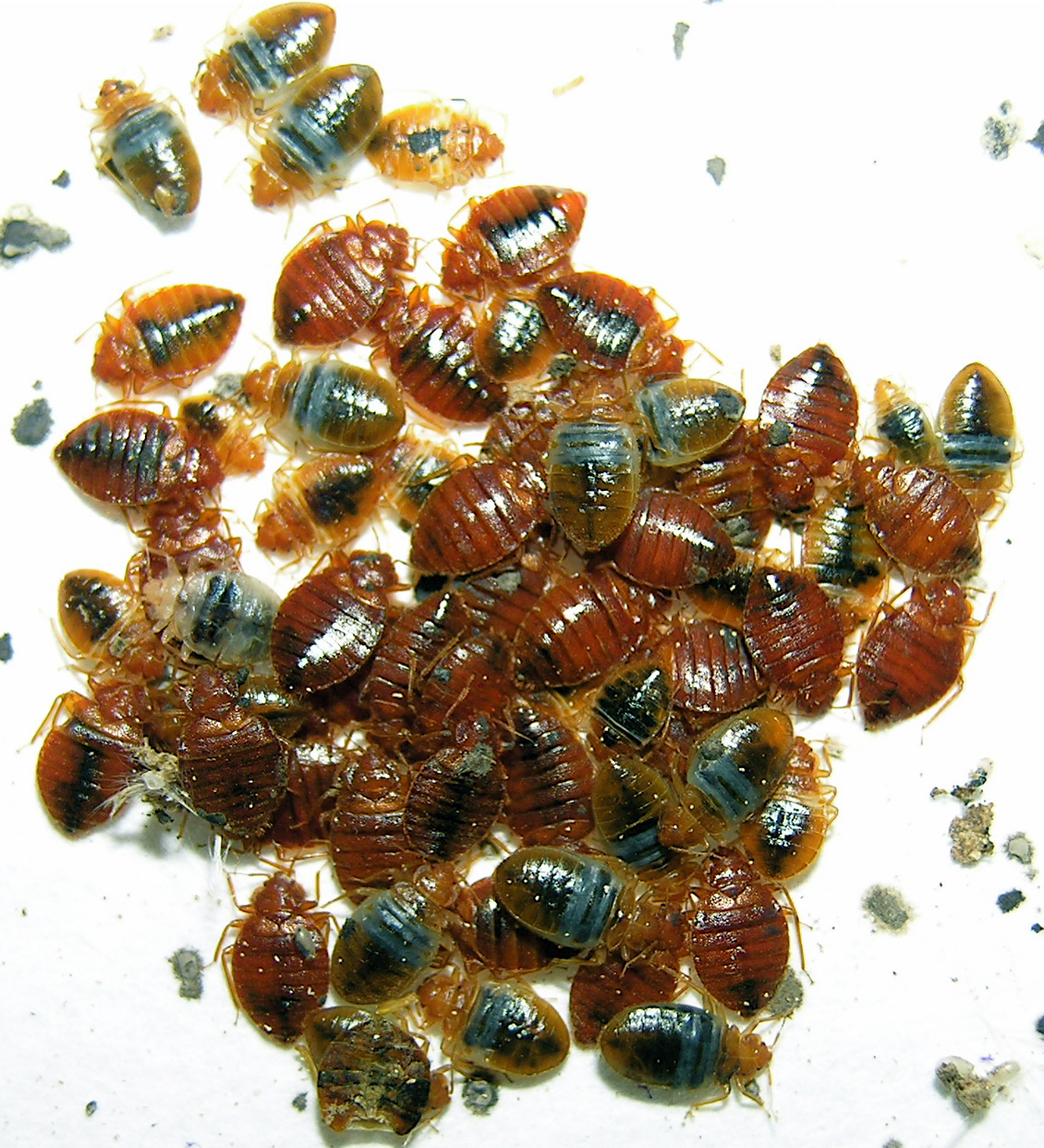
Unas chinches, llenas de sangre humana. Son ectoparásitos, hematófagos.

El parasitismo es una relación que se da entre el parásito y su huésped. También se puede dar entre 2 poblaciones. Siempre el parásito es el individuo que sale beneficiado de la relación, ya que obtiene nutrientes de su huésped. Con frecuencia el parásito también es el más pequeño en tamaño. El huésped es el ser afectado por el parásito. En algunas situaciones extremas el parásito puede incluso llegar a matar al huésped. El parasitismo puede ser considerado un caso particular de depredación o, mejor aún, de consumo, ya que el parásito se aprovecha y vive a expensas del huésped, alimentándose de su sangre (hematófago), o de otro de sus fluidos vitales, o incluso, de sus tejidos. En una definición más precisa, podemos resumir que es una relación simbiótica entre distintas especies en la que el parásito es dependiente de su hospedador, y sin él moriría inevitablemente. Hay varios tipos de parásito:
- Ectoparásitos: Son los que viven y se desarrollan afuera del huésped, en su piel, plumas, escamas, o incluso en la membrana celular. Ejemplo: los mosquitos.
- Endoparásitos: Son los que viven y se desarrollan dentro del huésped. Ejemplo: Las tenias, que se desarrollan en el estómago y en los intestinos de sus huéspedes.
- Parasitoides: Son aquellos parásitos que matan a su huésped. Ejemplo: La avispa Braconidae, ecdoparasitoide de los áfidos.
- Microparásitos: Pequeños y extremadamente numerosos, se reproducen y multiplican dentro del huésped. También crecen dentro de él, por lo general dentro de sus células. De esta forma se relacionan con el metabolismo y provocan reacciones por parte de los anticuerpos. Un ejemplo de esto son los virus.
- Macroparásitos: Son más grandes que los anteriores. Crecen pero no se multiplican dentro del huésped. Producen fases infecciosas que salen fuera del huésped, para afectar a otros. Viven dentro del cuerpo o en las cavidades del afectado por los parásitos y por lo general, se puede estimar el número de macroparásitos existente en el organismo afectado.
- Parasitismo social:Es cuando el parásito deja criar su prole por otro. Un caso típico es el de los Tordos renegridos. En esta especie, algunas veces la madre o el padre llevan su huevo a un nido de otra especie, para que esta lo críe.[16]

Aunque la mayoría de veces se habla de parásitos, como si estos solo fuesen insectos, lo cierto es que también hay cordados que son parásitos. Ejemplo de esto son los murciélagos.

#### Comensalismo (+/N)
En el comensalismo, una especie sale beneficiada mientras que a la otra no le sucede nada. El término viene del latín com mensa, que significa compartiendo la mesa. La primera especie se ve beneficiada en algún término, comida (sin necesidad de quitarle la comida al otro, o sin ser parásitos), transporte, e incluso la relación existe después de la muerte de la especie que sale neutra. Existen 3 tipos de comensalismo:

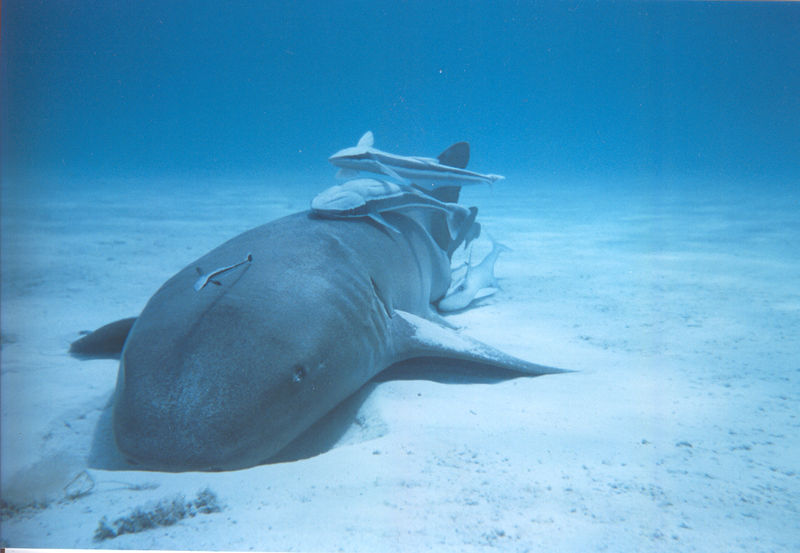
Unas rémoras, adhiriéndose a un tiburón nodriza. Es un ejemplo de foresis.

- Foresis: En este caso, el beneficiado recibe transporte. Un ejemplo de esto son las rémoras, quienes tienen un órgano en la parte trasera de su cabeza, para adherirse a otros animales más grandes. Así, el animal grande las transporta, y estas obtienen otros beneficios, tales como alimento (cuando su medio de transporte come, las sobras son comidas por las rémoras), y protección (no se las van a comer, ya que están con un animal más fuerte, y con frecuencia con un depredador).
- Inquilinismo: Es cuando un ser se hospeda en otro, sin convertirse en parásito. Los pájaros carpinteros, son un ejemplo de esto, ya que viven en grandes y frondosos árboles.
- Metabiosis o tanatocresia: Este tipo de comensalismo se da en las especies que se alimentan de individuos muertos. El comensal toma ventaja del individuo de la otra especie, que está muerto.

#### Simbiosis y mutualismo
El Diccionario Ecológico del biólogo Manuel Ñique Álvarez dice acerca del mutualismo:

MUTUALISMO:Interacción entre dos especies (o dos poblaciones) en que ambas resultan beneficiadas por la asociación y no pueden vivir por separado. SIMBIOSIS.
Ñique Álvarez, Manuel. «Diccionario ecológico. Letra M».

Y dice acerca de la simbiosis:

SIMBIOSIS: En sentido amplio significa la vida conjunta o asociación de dos o más organismos de especies diferentes; en sentido estricto es sinónimo de mutualismo.
Ñique Álvarez, Manuel. «Diccionario ecológico. Letra S».

Así que, según este autor, se puede concluir que la simbiosis es lo mismo que el mutualismo. La simbiosis, o mutualismo, cumple con los siguientes términos:
- Es una relación obligatoria. Los simbiontes (los miembros de la simbiosis), no pueden vivir el uno sin el otro.
- Los 2 simbiontes son beneficiados.

El término simbiosis viene del griego σύν, con, y βίωσις,medios de subsistencia, y fue utilizado por primera vez por el botánico alemán Anton de Bary, en 1879. La simbiosis incluso se da entre reinos diferentes, por ejemplo los líquenes y las micorrizas; la primera es una simbiosis mutualista entre hongos y algas y la segunda es una relación mutualista entre hongos y plantas fanerógamas.
Sin embargo la mayoría de los ecólogos consideran que las relaciones simbióticas pueden ser de distintas naturalezas: parasitismo, comensalismo o mutualismo. Lo que define a la simbiosis es que una especie no puede vivir sin la otra y que la relación es de un grado íntimo.
En el mutualismo, en cambio, ambas especies se benefician pero no siempre se trata de una relación obligada, por ejemplo muchos casos the polinizadores y flores.

#### Amensalismo (-/N)
En el amensalismo, uno de los individuos sale afectado, mientras que para el otro es indiferente. Esto ocurre comúnmente en las selvas tropicales. Allí, los grandes árboles tapan la luz del sol a las plantas más bajas. Las pequeñas salen afectadas, mientras que las grandes no se ven perjudicadas.

#### Protocooperación (+/+)
Es una interacción biológica en la cual dos organismos o poblaciones se benefician mutuamente, sin embargo esta condición no es esencial para la vida de ambos, ya que pueden vivir de forma separada. Esta interacción puede ocurrir incluso entre diferentes reinos como es el caso de los animales polinizadores o los dispersadores de semillas; como los pájaros esparcen las semillas de un árbol, al comer de su fruto defecan la semilla.
Ejemplo de esto es que algunas especies de aves se alimentan de los parásitos de bovinos, con esto ambas especies salen beneficiadas.

## Alteraciones de los componentes bióticos
La mayoría de los cambios en los ecosistemas y en sus servicios son graduales e incrementales, de forma que, al menos en principio, son detectables y predecibles. Sin embargo, existen muchos ejemplos de cambios no lineales y en ocasiones abruptos. Un cambio puede ser gradual hasta que una presión determinada en el ecosistema alcanza un umbral a partir del que ocurren cambios rápidos que llevan a un nuevo estado.
Los ecosistemas son resistentes a las alteraciones hasta alcanzar cierto umbral (resistencia), luego de lo cual pueden modificarse y de recuperarse de estas modificaciones (resiliencia), regresando a sus condiciones de equilibrio original.

### Pérdida de la biodiversidad
La biodiversidad, es un neologismo del inglés Biodiversity, a su vez del griego βιο-, vida, y del latín diversĭtas, -ātis, variedad. Según el Convenio Internacional sobre la Diversidad Biológica, biodiversidad hace referencia a la amplia variedad de seres vivos sobre la Tierra.
La pérdida de biodiversidad, o extinción, ocurre cuando todos los individuos de una especie desaparecen de alguna zona de la tierra (local), o del planeta entero (global). El término proviene del latín exstinctĭo, y -ōnis La extinción de una especie puede conllevar grandes consecuencias para el ecosistema. La falta de depredadores, haría un sobrepoblamiento de las presas. La falta de presas, traería una escasez de alimento a los depredadores, y la falta de descomponedores, conllevaría un ambiente malsano y sucio.
Estos son algunos términos que se usan al hablar de extinción:
- Extinción de especies: Es la desaparición gradual o total de alguna especie animal o vegetal por causas naturales o humanas. La terminación evolutiva de una especie involucra el fracaso al intentar reproducirse y adaptarse a un cambio ambiental, que llevan a la muerte de todos los miembros restantes de las especies. Se catalogan como especies extintas aquellas que ya no se encuentran en su medio natural, pudiendo sobrevivir en zoológicos o criaderos.

- Extinto: Un taxón (un grupo particular de cualquier categoría)[24] está en estado de extinción cuando no hay duda de que todos sus componentes han muerto.

- Extinto en estado silvestre: Esta expresión se refiere a que solo quedan especies en cautiverio, tales como zoológicos, circos, etc.
- Extirpado: Es la misma desaparición local.

### Principales causas de pérdida de biodiversidad

#### Destrucción del hábitat

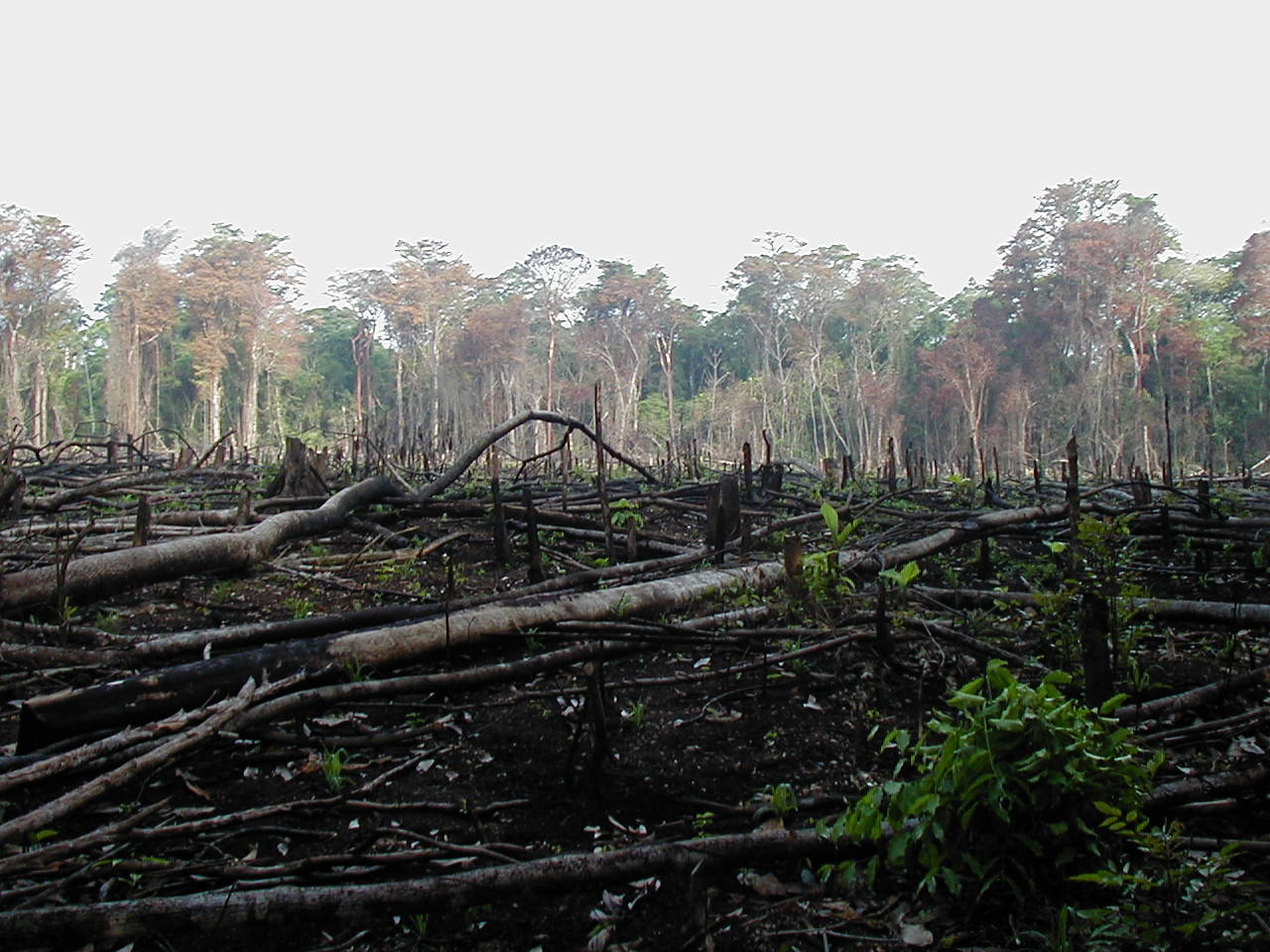
La agricultura, es uno de los principales motivos de deforestación. En la imagen, tala y quema en el sur de México.

Este, es una de las mayores causas de pérdida de biodiversidad. La destrucción del hábitat consiste en el proceso por el cual un ecosistema pierde su capacidad para sostener sus biotopos. Esto ocurre, generalmente, gracias a la quema y tala para la agricultura, para la ganadería o para la industria maderera. Además de traer gravísimas consecuencias para el ecosistema, también las trae para el ser humano mismo, ya que por ejemplo aumentan la contaminación, los deslices de tierra, las inundaciones, y otros desastres naturales.

#### Introducción de especies foráneas

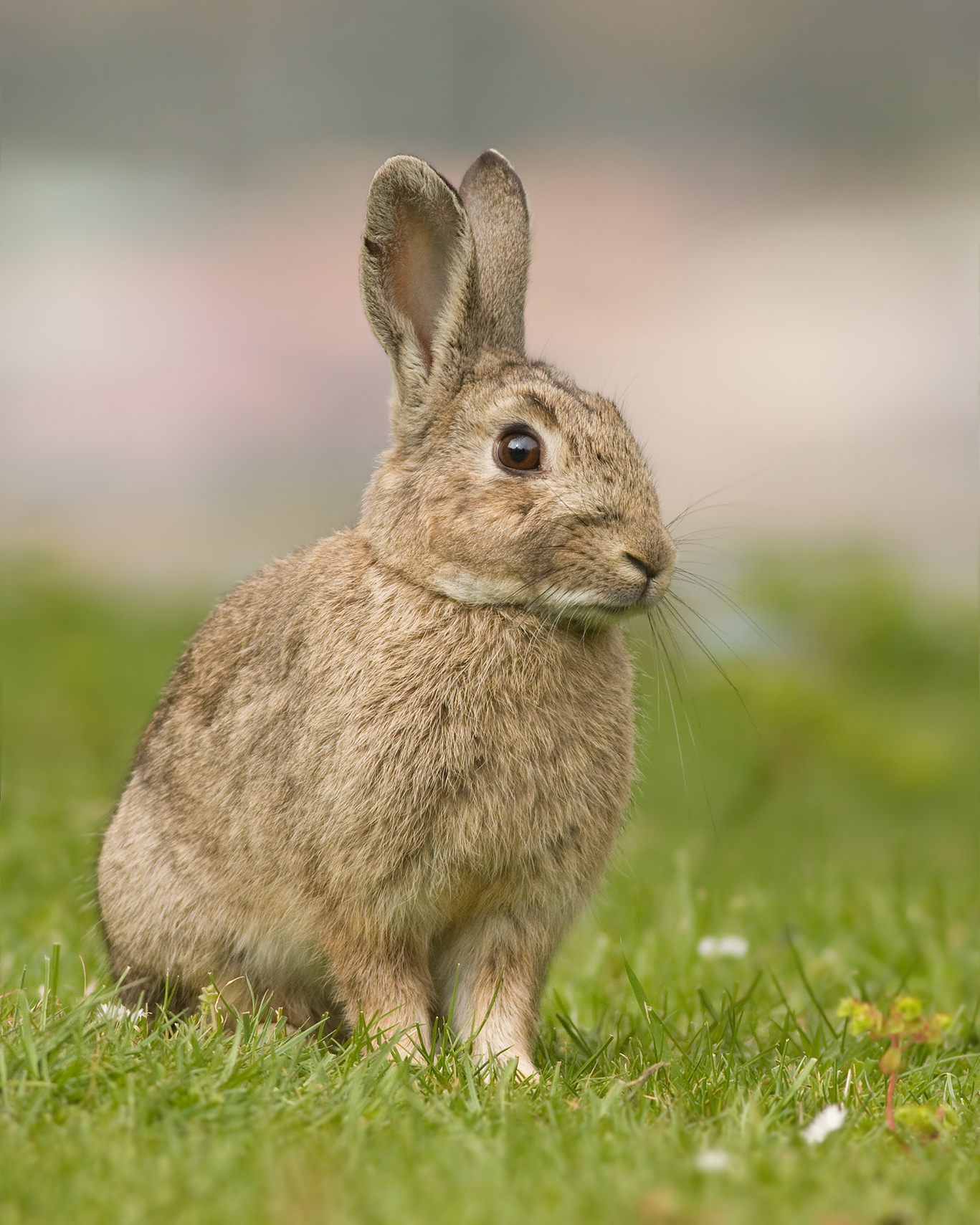
En la imagen, un Conejo Europeo, especie invasora introducida en Australia. Fueron introducidas unas pocas parejas en el, y hoy son la mayor plaga del país.

Las especies foráneas son especies que originalmente no pertenecen a un ecosistema, pero han sido introducidas allí. No siempre la especie introducida es mala, pero cuando lo es, se denomina especie invasora. Estas ponen en peligro la estabilidad de un ecosistema, ya que pueden ser un parásito, o pueden ser competidores más fuertes que las especies endémicas, y terminar ganando recursos, mientras que las endémicas se pueden ver en riesgo. Las especies foráneas pueden ser introducidas de forma accidental (por ejemplo, ratas de una especie foránea en un buque carguero extranjero), o pueden ser introducidas de forma intencional, como por ejemplo, la abeja común, introducida en muchísimos lugares terrestres. Las especies introducidas intencionalmente, pueden haber sido introducidas con propósitos económicos, recreativos, decorativos e incluso para contrarrestar plagas endémicas, o plagas foráneas. Sin embargo, algunas veces, las especies foráneas introducidas con buenos propósitos, pueden terminar siendo invasoras. Otro riesgo que se corre al introducir especies foráneas, es un fenómeno conocido como contaminación genética. La contaminación genética se da cuando una especie se reproduce con otra (un tipo de abeja con otra, por ejemplo), y la pureza genética de la especie endémica se ve afectada, ya que su prole va a tener genes de ambas especies.

#### Sobreexplotación
La explotación ocurre cuando los humanos sacan del medio natural elementos para su subsistecia. La sobreexplotación consiste en sacar los elementos del medio natural a una velocidad mayor a los que pueden ser repuestos. Un ejemplo frecuente de esto es la caza de ballenas, en la cual se matan animales con fines comerciales o científicos y éstas no pueden reponer los individuos perdidos a la misma velocidad de muerte.

#### Incendio Forestal
Los incendios forestales son producto de una combustión violenta, fenómeno más conocido como fuego. Las llamas se extienden sin control en un área boscosa o selvática, destruyendo grandes áreas con un valor ecológico muy grande. Cada año, millones de hectáreas son consumidas en todo el mundo, y gran parte de estas es debido a la irresponsabilidad humana. Sin embargo, también pueden ser producto de tormentas ígneas, y tormentas eléctricas. Las zonas en las que más ocurren esta clase de desastres son en Australia, California (Gran incendio de Chicago) y la costa sur de Francia. A veces, lo único que puede detener un fuego descontrolado es la lluvia. Aunque trae consecuencias negativas, también permite el desarrollo de algunas plantas, dispersando sus semillas, acabando con árboles viejos y generando espacios para que aparezcan plantas colonizadoras e individuos jóvenes de especies locales. El incendio forestal también trae consecuencias para el clima local.

## Factores abióticos

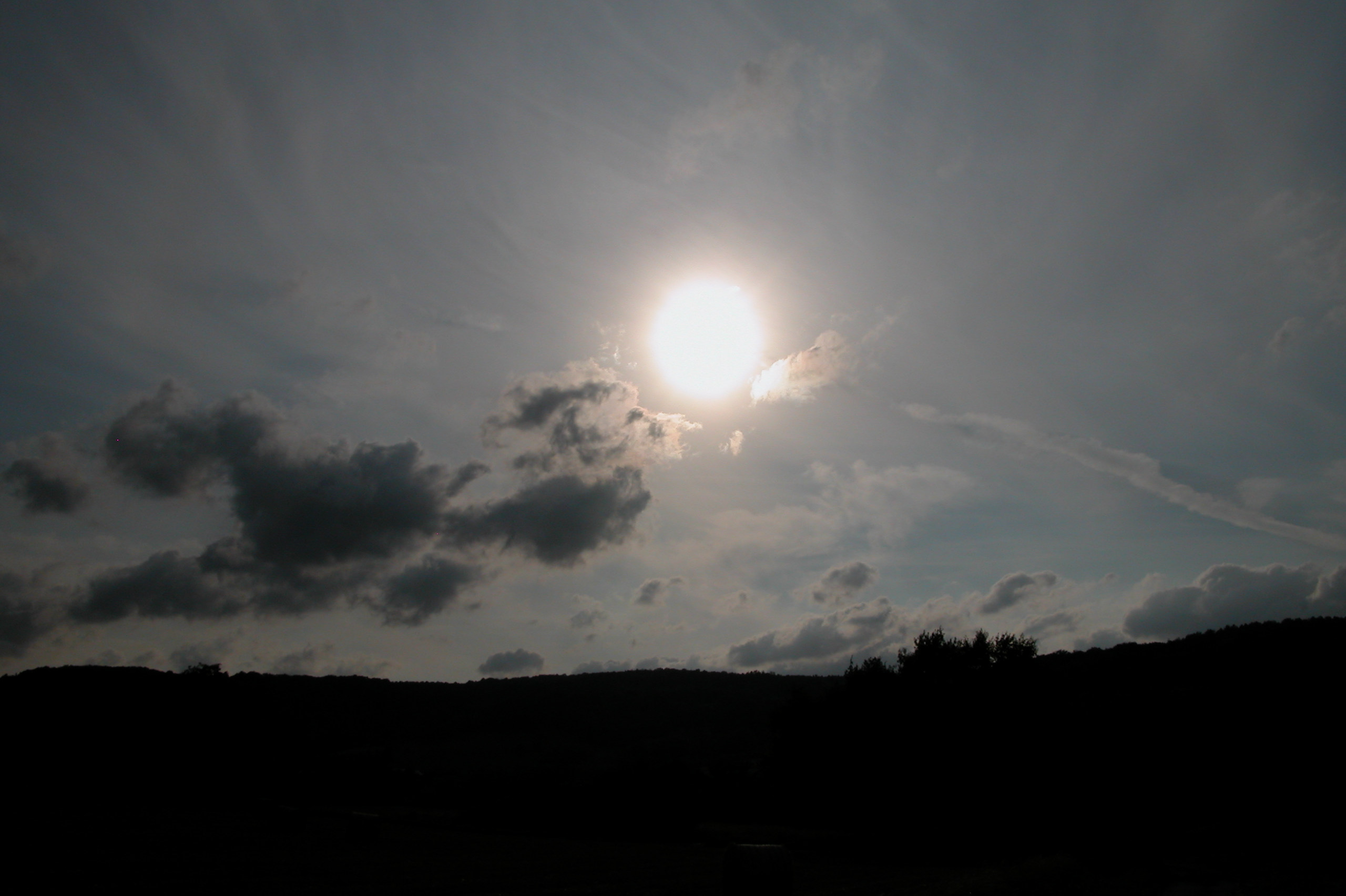
El sol puede llegar a ser un factor limitante, ya que es la fuente de energía para los ecosistemas y la vida en general.

Se conoce como factores abióticos a las condiciones ambientales, los minerales y, en general, la materia inerte con la cual los seres vivos interactúan. Es la estructura inerte del ecosistema. Dentro de los factores abióticos, algunos adquieren gran relevancia para el ecosistema, pues de ellos dependen los organismos. Se dice que estos factores son limitantes, pues se encuentran en cantidades moderadas y sin estos los seres vivos no prosperarían; pero hay otros que no resultan ser así. Que un factor sea o no limitante está en función del ecosistema, del organismo considerado, etc. Sin embargo, hay algunos principales que se mencionan a continuación.

### Luz solar

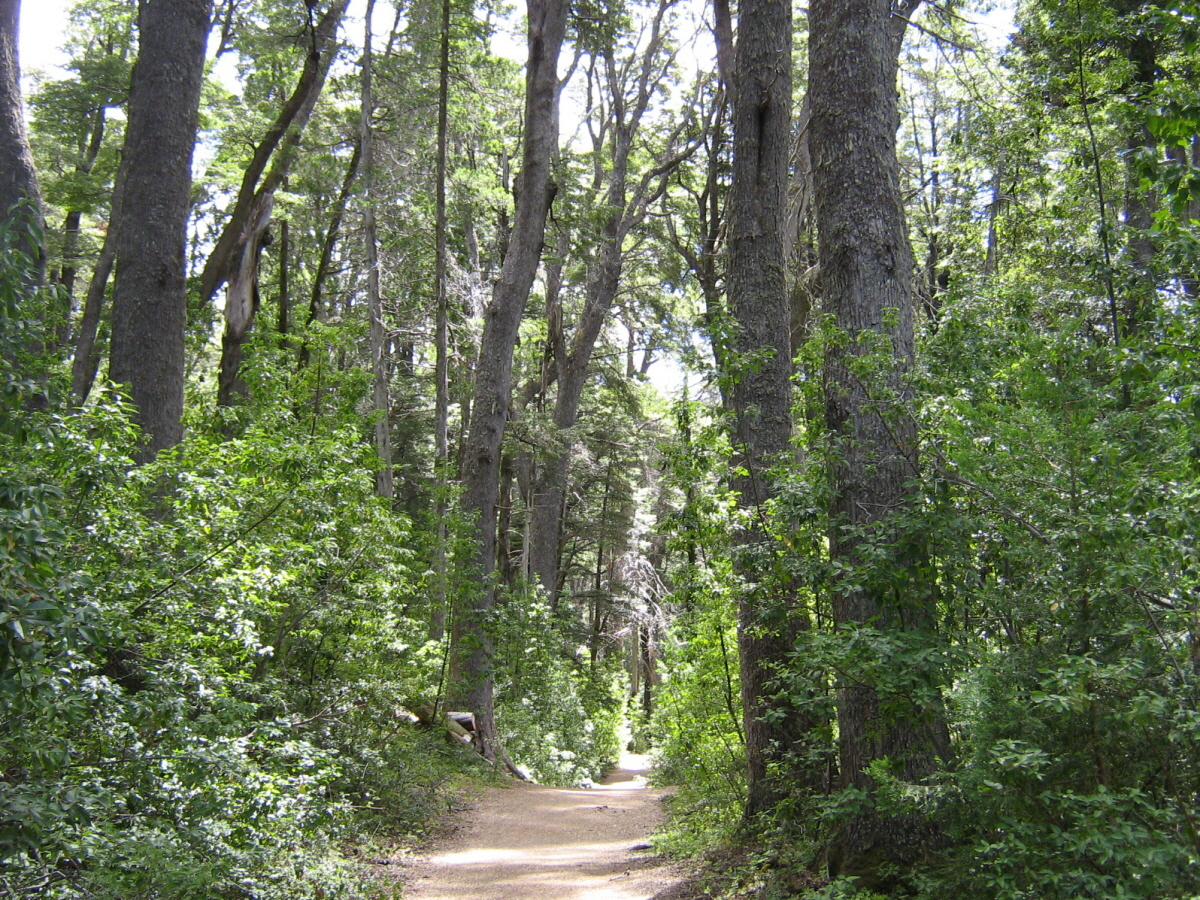
En las selvas, la luz solar es un factor limitante.

El sol es la fuente indispensable para la vida en la tierra. Provee de energía a las plantas, que son la entrada de energía a toda la cadena alimenticia.
Además de aportar energía al ecosistema, también regula algunos factores, como por ejemplo la formación de los vientos. En algunos ecosistemas la luz solar no es un factor limitante. Puede mencionarse como ejemplo las praderas, las planicies u otras grandes áreas en donde las plantas tienen el mismo acceso a la luz solar. En la selva tropical en cambio, la luz solar sí puede ser un factor limitante, pues los árboles del estrato superior (los más altos) filtran el acceso de la luz a plantas más pequeñas que se ubican por debajo del dosel. Otro ejemplo en donde la luz solar es un factor limitante son las acumulaciones de agua de gran profundidad, pues la luz solar es absorbida en los primeros metros y un poco más abajo, ya no hay luz.

### El suelo

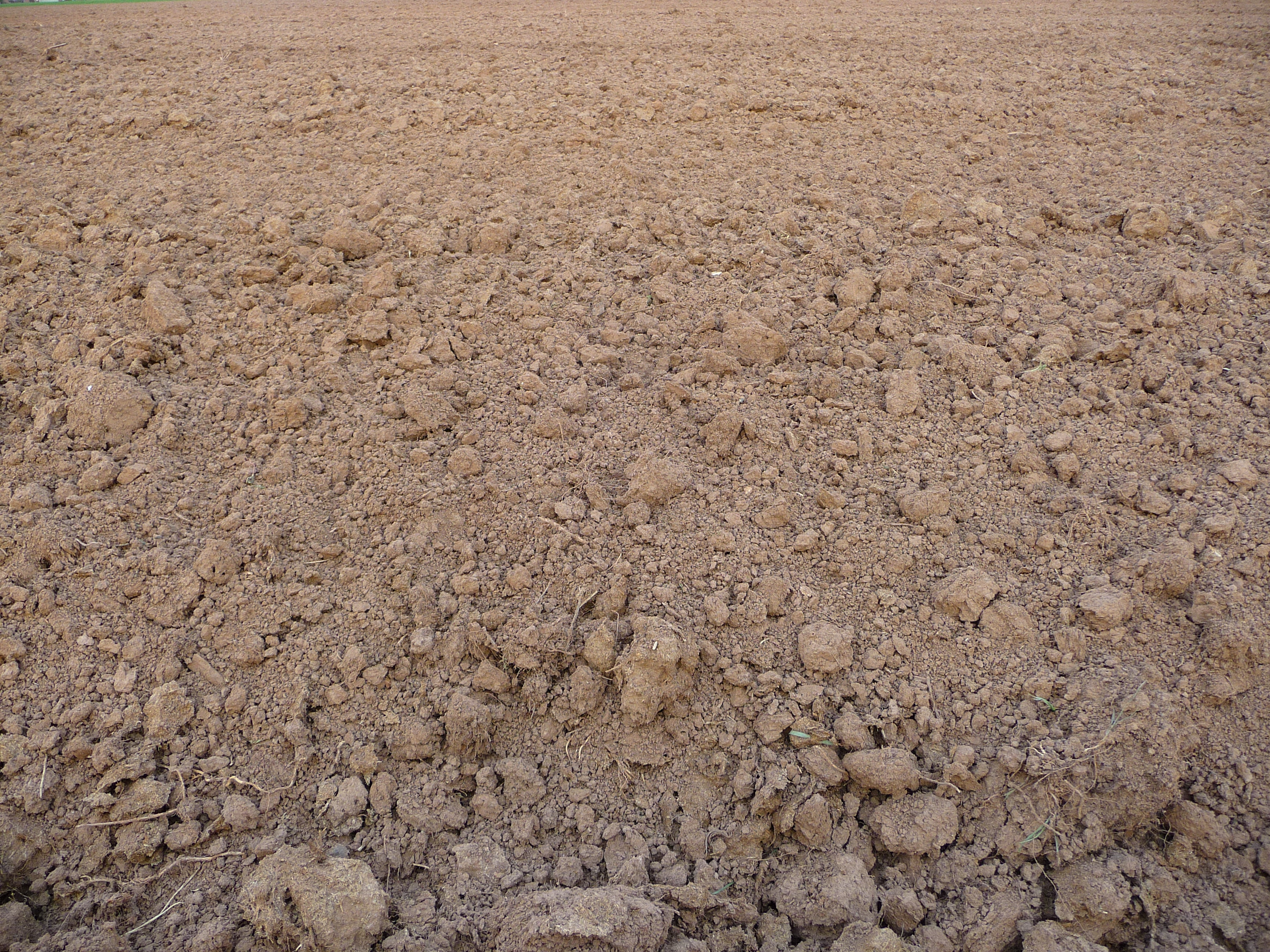
El suelo es muy importante en los ecosistemas, por ser el sustrato para el desarrollo de las plantas.

El suelo en los ecosistemas cumple la función de sustrato para las plantas. De la composición y estructura del suelo las plantas obtienen su alimento, especialmente de ciertos componentes como el nitrógeno. Las distintas especies captan este nutriente en diferentes proporciones. Cuanto más pobre el suelo (es decir, cuanto menor sea la concentración de nutrientes) tanto más difícil será acceder al recurso por parte de algunas plantas, lo que puede restringir la presencia de algunas especies y por consiguiente, modificar todo el ecosistema. En el suelo ocurre parte de los ciclos de diferentes nutrientes:

#### Ciclo del carbono
Este ciclo comienza cuando los organismos productores toman dióxido de carbono, para realizar la fotosíntesis, y lo incorporan a sus tejidos en forma de azúcares. El carbono, al igual que el fósforo, pasa de un nivel trófico al nivel siguiente en las cadenas y redes alimenticias. Parte del carbono absorbido por las plantas es expulsado luego por las mismas en el proceso de respiración. Igual sucede con los consumidores; almacenan parte del carbono consumido, y el resto lo liberan en la respiración. Al final, los descomponedores desarman las moléculas y liberan el dióxido de carbono a la atmósfera. El dióxido de carbono puede entrar también al agua. El carbono también puede ser tomado del sustrato por las plantas, o ser desechado por los consumidores en forma de excremento; en este caso, vuelve al sustrato para ser reutilizado.

#### Ciclo del nitrógeno
El nitrógeno es un elemento muy importante en la Tierra. Forma el 78% de la atmósfera. Es fundamental en la estructura de los aminoácidos, las proteínas y los ácidos nucleicos, y para el crecimiento y buen desarrollo de las plantas. Sin embargo, no puede ser utilizado directamente por los organismos como N2(amoníaco)(es decir gas), por lo que debe ser transformado para su uso biológico en NH3. El ciclo sigue los siguientes pasos:

Ciclo del nitrógeno.

1. Transformación. Algunos grupos limitados de bacterias pueden transforman el nitrógeno: Clostridium fija el nitrógeno al suelo, mientras que los rizobios viven en asociación simbiótica en los nódulos de algunas legumbres como el trébol, y transforman el nitrógeno para que la planta lo pueda utilizar.
2. Cadena trófica. Luego, el nitrógeno toma el camino de las redes y cadenas alimenticias, pasando de herbívoros a carnívoros. Desde allí el nitrógeno regresa al suelo en forma de desechos y cuerpos muertos.
3. Retorno al suelo. El nitrógeno vuelve al suelo en forma de amoníaco. El amoníaco puede ser utilizado por las plantas otra vez, o permanecer en el suelo, oxidándose y convirtiéndose en nitratos, que regresan a la atmósfera gracias a las bacterias Pseudomonas, que realizan el proceso inverso de la fijación, restituyendo el nitrógeno a la atmósfera.

#### Ciclo del fósforo
El fósforo es un factor limitante indispensable para la vida en la tierra. Forma parte de los huesos, de los ácidos nucleicos, de los fosfolípidos de las membranas celulares, pero fundamentalmente es el principal componente del ATP, molécula que los seres vivos utilizan como fuente de energía. El fósforo se mueve a través de sus sitios de almacenamiento: las rocas sedimentarias y los organismos vivos. El ciclo ocurre en los siguientes pasos:
1. Erosión. Las rocas ricas en fósforo se erosionan con el tiempo. Esto puede suceder por la acción de los ríos, vientos, u otros factores. El fósforo se disuelve y se incorpora a la tierra en forma de fosfatos.
2. Cadenas tróficas. Las plantas absorben los fosfatos de la tierra, y de allí pasa a los organismos en las cadenas y redes tróficas, hasta que llega a los organismos descomponedores (como por ejemplo: hongos, y bacterias).

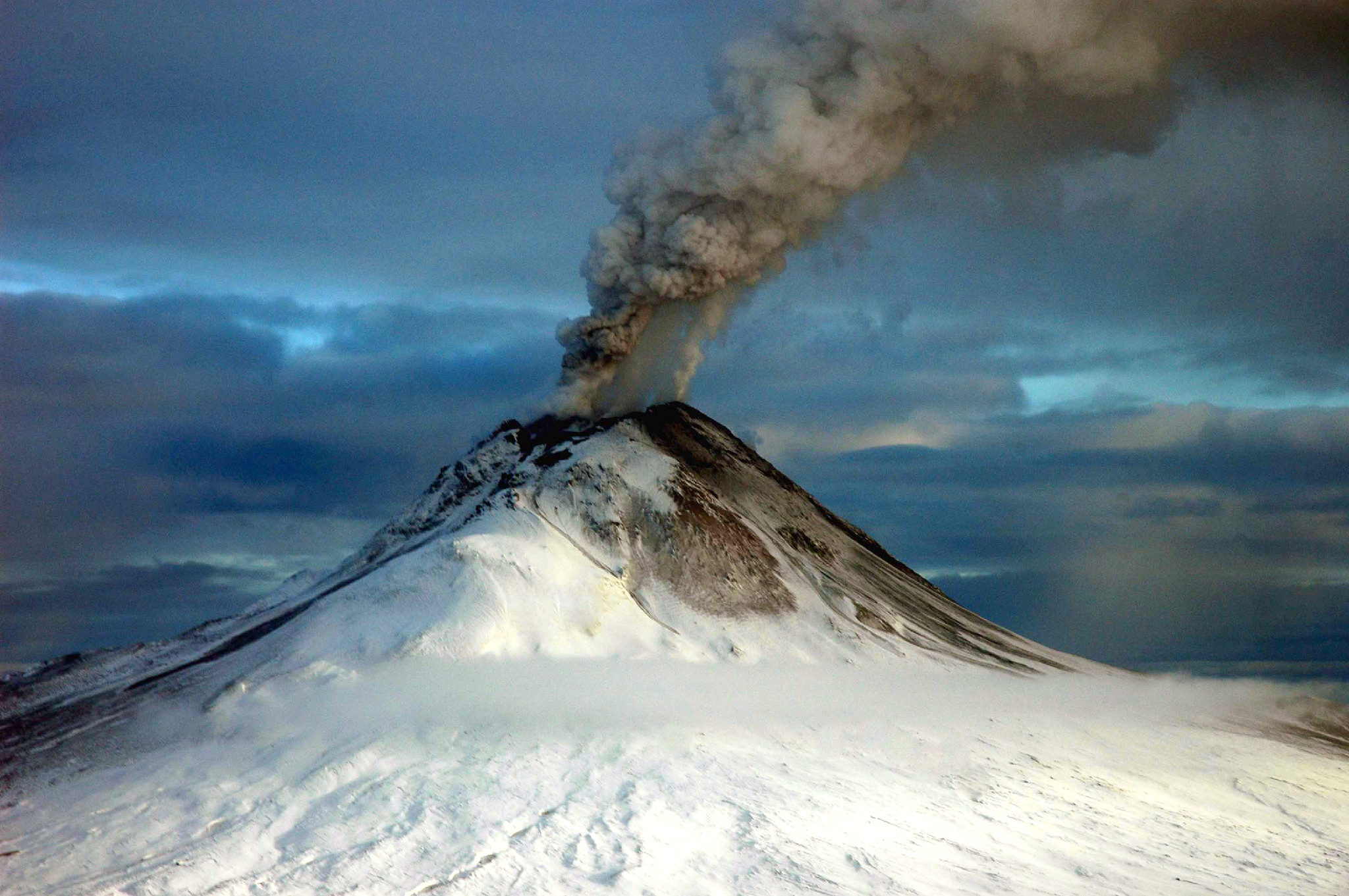
Los fenómenos volcánicos, y en general, geológicos, pueden trasladar las rocas sedimentarias y los fosfatos.

También puede suceder que no todo el fósforo sea absorbido por las plantas, sino que sea arrastrado por las corrientes acuíferas. En estos casos, es transportado al mar, en donde es depositado junto con los sedimentos marinos, en el fondo del océano. Luego de varios años, se incorpora a las rocas que más tarde pueden subir a la superficie por algún fenómeno geológico, comenzando así nuevamente el ciclo. Al estar el fósforo en el mar los animales pueden beberlo, causa por la cual los organismos marinos son ricos en fósforo.

### El agua
El agua siempre es un factor limitante, ya que la ausencia de agua produciría la muerte de los organismos. El agua es elemento clave de la vida; sin ella no habría vida, ya que esta permite que los nutrientes puedan entrar en las células. También actúa como solvente para las reacciones químicas que se dan dentro de los organismos. El agua le permite tomar los nutrientes del suelo a las plantas, y el oxígeno del aire a los animales.
El agua tiene su propio ciclo en el planeta.

#### Ciclo del agua
El ciclo ocurre en 4 pasos básicos:
1. La evotranspiración. Es el proceso mediante el cual el agua pasa de estado líquido a gaseoso (vapor de agua). En este proceso, ocurren dos pasos importantes: La evaporación directa del agua, y la transpiración de los organismos, especialmente, de las plantas, que liberan agua. La evotranspiración, aumenta con la temperatura, y la velocidad del viento.El agua en sus tres estados: líquido, sólido, y gaseoso.

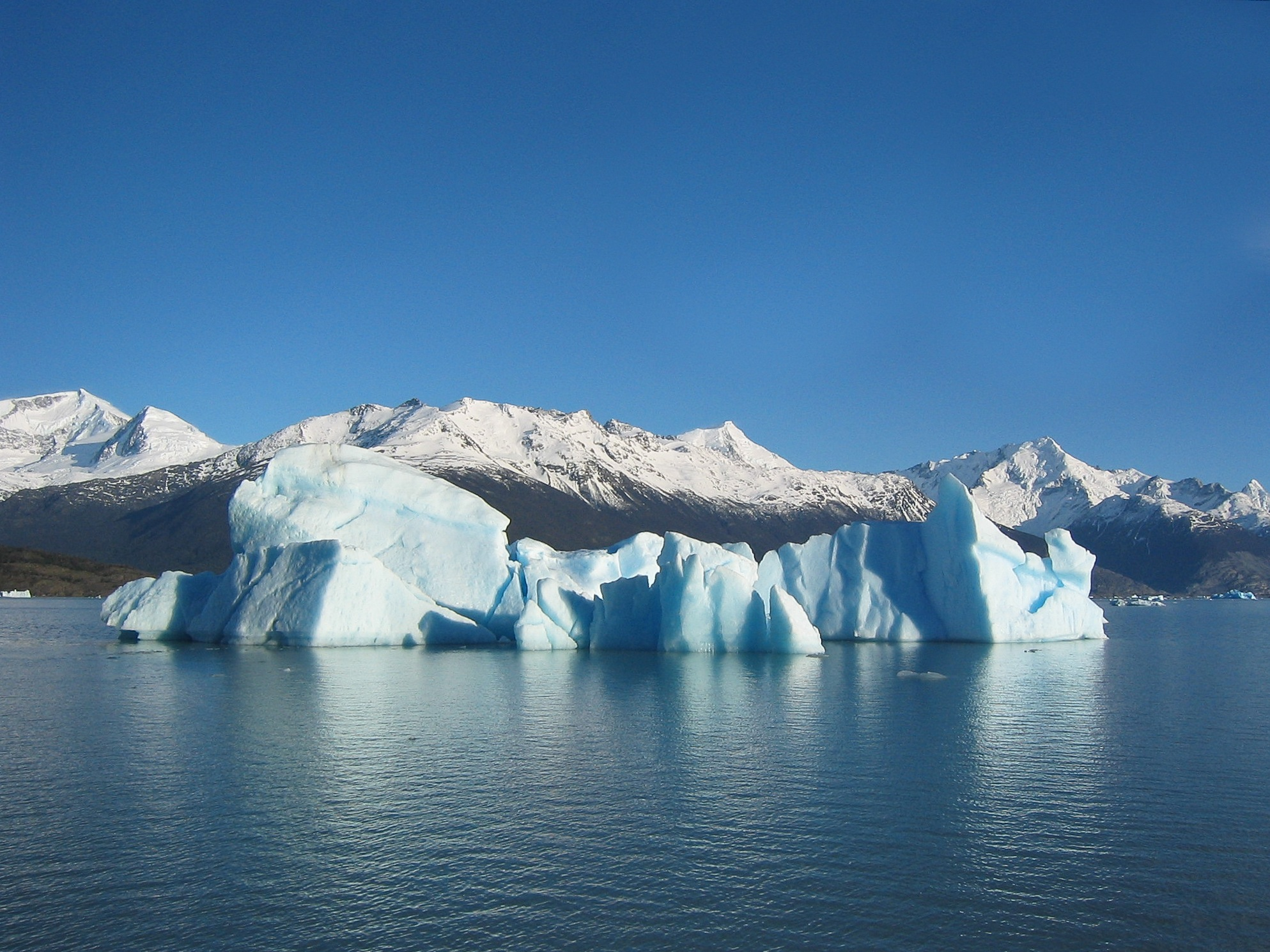
El agua en sus tres estados: líquido, sólido, y gaseoso.

2. La precipitación. Es el procedimiento por el cual el vapor de agua se condensa y cae a la tierra en forma de lluvia.
3. El almacenamiento. Tiene lugar en los océanos y en los ríos. También ocurre en los casquetes polares, en forma de hielo. Tal es la cantidad de agua almacenada en los polos, que si estos se derritiesen, el nivel del mar subiría unos ochenta metros. Los polos cubren diecisiete millones de kilómetros cuadrados,y tienen una profundidad de más o menos un kilómetro y medio. Son los mayores reservorios de agua dulce del planeta. El agua también se almacena en los picos con nieves perpetuas.
4. La escorrentía. Es el proceso por el cual el agua circula sobre la superficie en una cuenca de drenaje, erosionándola, hasta llegar al océano. Ocurre principalmente en los ríos y en las quebradas.

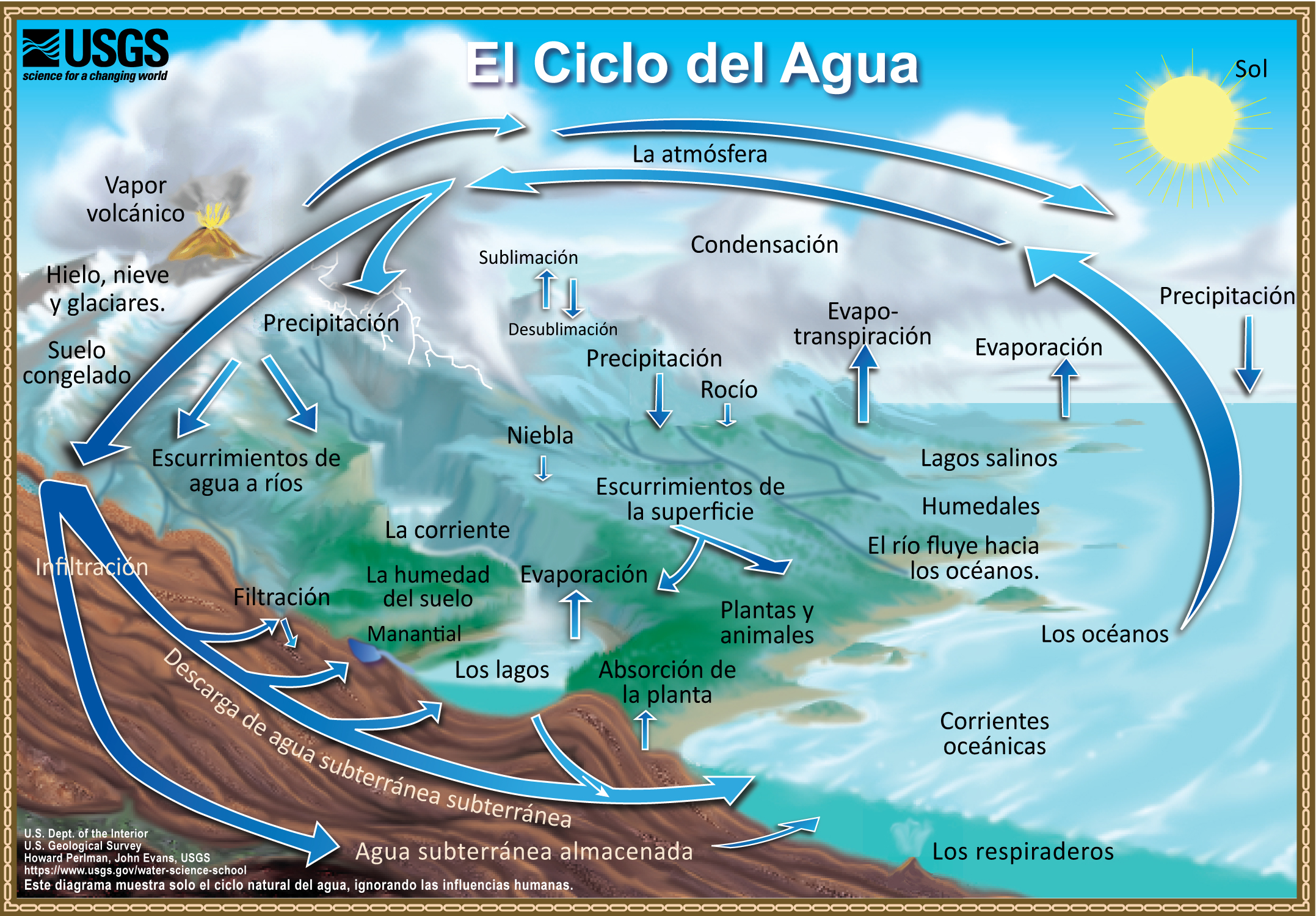
El ciclo del agua. Esquema del USGS.

El agua forma casi tres cuartas partes del mundo. Está distribuida de esta manera:
- Salada:97%
- Dulce:3%

- Hielo polar y glaciares:77.5%
- Subterránea:22%
- Continental, superficial, y atmosférica:0.5%

- Lagos y zonas húmedas:92%
- Atmósfera:7%
- Ríos:1%

### El aire
El aire es un reservorio de varios gases, todos sumamente importantes para el funcionamiento del ecosistema. Los componentes del aire son:
- Nitrógeno. 78%
- Oxígeno. 21%
- Óxido de Carbono. 0,03%
- Argón. 0,93%[29]

Una forma de clasificar los componentes del aire es la siguiente:
- Componentes fundamentales: nitrógeno (78,1%), oxígeno (20,9%) y vapor de agua (variable entre 0% y 7%).
- Componentes secundarios: gases nobles y dióxido de carbono (1%).
- Contaminantes: Monóxido de nitrógeno, metano, dióxido de nitrógeno, amoníaco y monóxido de carbono.
- Componentes universales: agua (en sus 3 estados) y polvo atmosférico (humo, sal, arena fina, cenizas, esporas, polen, microorganismos, etc.).

En el aire hay varios ciclos importantes, pero el más importante es el del oxígeno.

#### Ciclo del oxígeno
Se puede dividir en las siguientes partes:

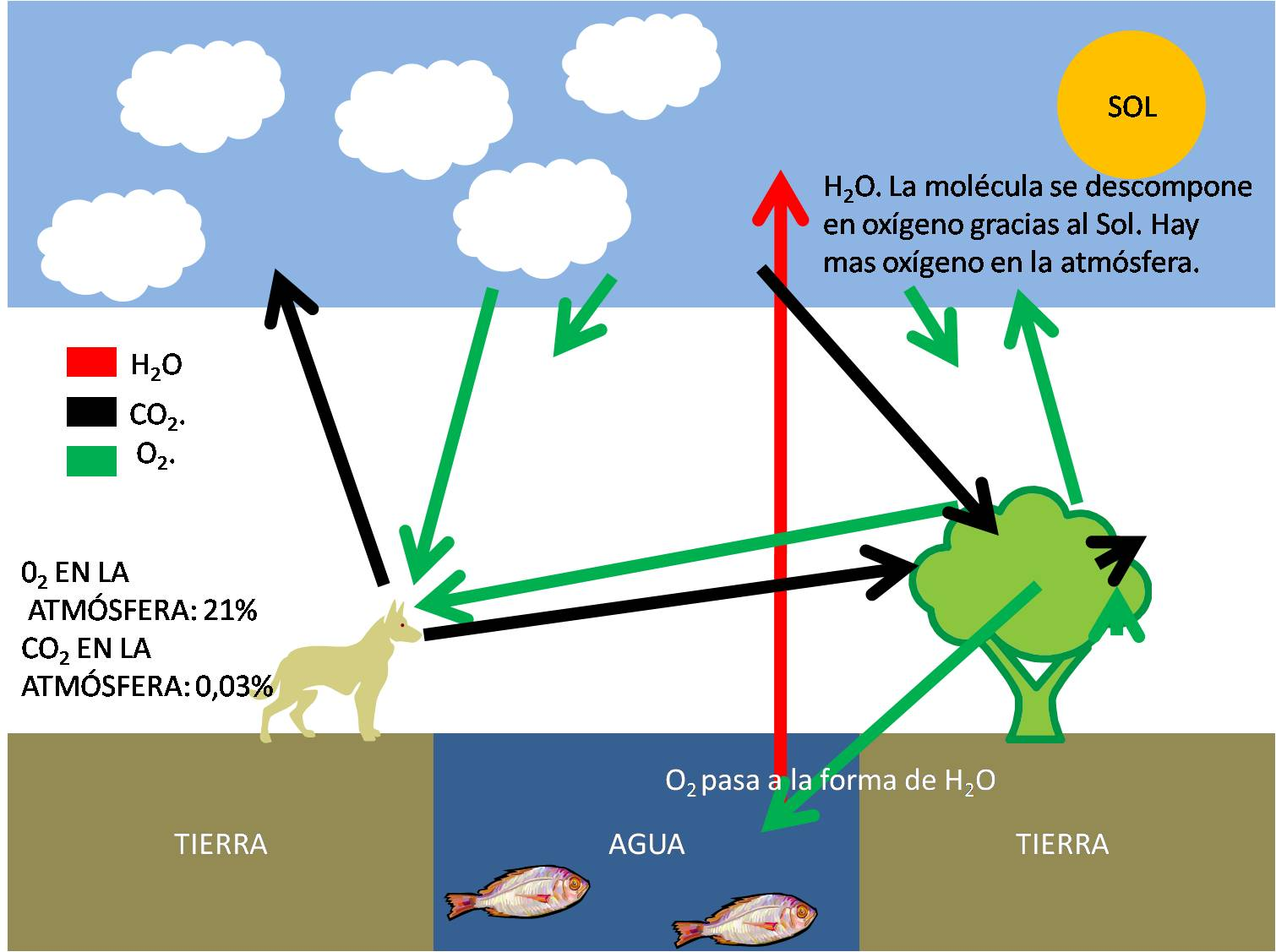
El ciclo del oxígeno. El oxígeno sufre varias transformaciones como agua y surge como desecho de la fotosíntesis de los organismos fotosintéticos.

1. El O2, se origina en el proceso de la fotosíntesis de las plantas. Aunque el agua está compuesta por un átomo de oxígeno y dos de hidrógeno, las moléculas de agua se encuentran formando uniones denominadas enlaces de hidrógeno. Aun así, existen moléculas de oxígeno gas disueltas en el agua. Estas suben en el proceso de evotranspiración a la atmósfera. En las partes muy altas de la atmósfera, los rayos solares descomponen la molécula en un proceso parecido al de la electrólisis. Los organismos fotosintéticos también producen oxígeno.
2. Los organismos aeróbicos utilizan el oxígeno para la respiración, desechando así dióxido de carbono. Es por esto que se dice que el ciclo del oxígeno está muy ligado al del carbono y al del agua.
3. El dióxido de carbono es usado por los organismos fotosintéticos liberando como desecho oxígeno.

Así, pueden suceder dos cosas:
1. Los organismos aeróbicos lo reutilizan y luego los fotosintéticos, completando el ciclo, o
2. El oxígeno es incorporado al agua, donde puede volver a ascender y recomenzar el ciclo.

### Libros
- Carrillo, Esteban. Nuevas Ciencias Naturales (2007 edición). Bogotá, Colombia: Santillana.
- Wills, Fernando. Ecología & medio ambiente (2005 edición). Montreal, Canadá: QA International.

### Internet
- «CIENCIAS DE LA TIERRA Y DEL MEDIO AMBIENTE».
- «CIENCIAS DE LA TIERRA Y DEL MEDIO AMBIENTE. Glosario». Archivado desde el original el 19 de agosto de 2010.
- «Comunidad ecológica».
- «Diccionario ecológico».